# Olga da Grécia
Olga, Duquesa de Apúlia (nascida Olga Isabelle da Grécia; 11 de novembro de 1971) é a filha do príncipe Miguel da Grécia e Dinamarca e sua esposa, Marina Karella, uma artista e filha de grego magnata Theodore Karella. Olga é a esposa do príncipe Aimone de Saboia-Aosta, Duque de Apúlia.

## Início da vida
Olga cresceu em Paris e Nova Iorque, passando os verões na ilha de retiro da família em Patmos, Grécia. Ela escolheu estudar num colégio interno na Inglaterra, mais tarde estudou história em Roma, e é graduada pela Universidade de Princeton. Ela também tem um grau de Graduate School of Architecture, Planejamento e Preservação da Universidade de Columbia. Embora Olga tenha trabalhado por um tempo na decoração de interiores, ela foi para o Panamá para fotografar e estudar Phalaena. Ela também é jornalista e cineasta.

## Estatuto dinástico
Ao contrário de outros membros da família real grega, ela não foi considerada uma membro de pleno direito da casa real grega sob a monarquia, apesar de ter nascido de um casamento reconhecido pelo rei Constantino II da Grécia (em conformidade com o grego decreto legislativo 1298/1949). A ela e a sua irmã mais velha, sendo filhas de um casamento não-dinástico, não é concedido o título tradicional Alteza Real, nem o sufixo titular "e Dinamarca". 

## Noivado, casamento e filhos

### Noivado
Seu noivado com o príncipe Aimone de Saboia, filho de Amedeo, 5.° Duque de Aosta e de Claude de Orléans, foi anunciado em maio de 2005. Aimone e Olga são primos de segundo grau; sendo ambos bisnetos do pretendente francês Jean d'Orléans, Duque de Guise.

### Casamento
Os dois se casaram, após um noivado de três anos, em 16 de setembro de 2008. Seu casamento religioso teve lugar em 27 de setembro em Patmos.

### Descendência
Em 7 de março de 2009, a princesa Olga deu à luz um filho chamado Umberto em Paris, França.  Em 24 de maio de 2011, em Paris, Olga deu á luz a outro filho, chamado Amedeo Michele. Um dia depois de seu nascimento, Amedeo foi concedido o título de Duque de Abruzzi ;por seu avô paterno. Em 14 de dezembro de 2012, Olga deu à luz uma filha, Isabella Vita Marina, em Paris, França.

## Títulos e estilos
- 11 de novembro de 1971 - 16 de setembro de 2008: Princesa Olga da Grécia
- 6 de setembro de 2008 - presente: Sua Alteza Real a Duquesa de Apúlia